# Чистые Боры
Чи́стые Боры́ — посёлок городского типа в Буйском районе Костромской области России. Расположен в 14 км к юго-востоку от районного центра — города Буя, у реки Тёбзы.
Образует одноимённое муниципальное образование посёлок Чистые Боры со статусом городского поселения как единственный населённый пункт в его составе.

## История
Основание посёлка в 1979 году связано со строительством Костромской АЭС. Помимо транспортной инфраструктуры, гидросооружений, было возведено открытое распределительное устройство электроэнергии, после чего стройка была «заморожена». 8 декабря 1996 года в Костромской области состоялся референдум, в ходе которого 87 процентов проголосовавших отвергли идею продолжения строительства АЭС.
Существовали планы строительства на месте АЭС газоперерабатывающего комплекса.
В октябре 2008 года госкорпорация «Росатом» приняла решение возобновить строительство атомной электростанции на базе недостроенной Костромской АЭС. Ожидалось, что станция под названием Центральная, будет построена к 2017—2019 годам для снабжения электроэнергией Костромской области и московского региона.. В реальности, на 2019 год строительство не возобновлено.

## Достопримечательности
- Близ посёлка, в селе Борок — старинный Свято-Предтеченский Иаково-Железноборовский монастырь.

## Население
| 1989  | 2002  | 2008  | 2009  | 2010  | 2012  | 2013  |
| ----- | ----- | ----- | ----- | ----- | ----- | ----- |
| 3108  | ↗5056 | ↘4904 | ↗4926 | ↘4796 | ↘4686 | ↘4583 |
| 2014  | 2015  | 2016  | 2017  | 2018  | 2019  | 2020  |
| ↘4510 | ↘4491 | ↘4380 | ↘4357 | ↘4215 | ↘4146 | ↘4090 |
| 2021  |       |       |       |       |       |       |
| ↘4048 |       |       |       |       |       |       |

Национальный состав
По итогам переписи населения 2020 года проживали следующие национальности (национальности менее 0,1 % и другое, см. в сноске к строке «Другие»):
| Национальность | Численность, чел. | Доля     |
| -------------- | ----------------- | -------- |
| Русские        | 3525              | 87,08 %  |
| Украинцы       | 19                | 0,47 %   |
| Татары         | 11                | 0,27 %   |
| Лезгины        | 8                 | 0,20 %   |
| Азербайджанцы  | 8                 | 0,20 %   |
| Даргинцы       | 7                 | 0,17 %   |
| Белорусы       | 7                 | 0,17 %   |
| Ингуши         | 7                 | 0,17 %   |
| Чеченцы        | 6                 | 0,15 %   |
| Чуваши         | 5                 | 0,12 %   |
| Другие         | 445               | 11,00 %  |
| Итого          | 4048              | 100,00 % |